# 村田寛奈
村田 寛奈（むらた ひろな、1996年12月29日 - ） は、日本のアイドル、歌手。
兵庫県神戸市生まれ西宮市育ち。2024年9月末までレプロエンタテインメントに所属していた。9nineのメンバーである。

## 略歴
- 2003年2月、大阪にある創叡 「STS DANCE school」に入所。初代「ペトラキッズ」メンバー。
- 2006年12月、「avex audition 2006」に合格。2008年6月に退社後、オーディションを受けながら、地元関西のライブハウスに月2-3回出演していた。
- 2010年5月、大阪にあるORC200の「第14回ヴォーカルクイーンコンテスト」で特別賞を受賞。（後に9nineで活動を共にする吉井香奈恵は前年のグランプリ受賞者）。
- 2010年7月、9nineメンバー選抜合宿の最終選考に合格し、9月9日に吉井香奈恵と共に9nineに新加入（吉井とは大阪時代に同じライブに出演していた）。同年12月1日に、「Cross Over」でCDデビュー。
- 2011年、兵庫県から上京。

## 人物
- 中学校時代は、陸上部に所属していた。
- 9nineの中では、振り付けを担当することがある。
- これまで経験した習いごとは、バレエ・ダンス・ウォーキング・水泳・器械体操・歌・ギター・ドラム・塾。
- 父はコナミに勤務しており、ゲーム『実況パワフルプロ野球』の開発スタッフとして制作に携わっている。
- 第一種運転免許所持（2015年に取得）。

## 出演
※9nine名義のものは9nineの頁を参照。

### テレビ番組
- ねぎ★スポ（2012年3月11日・4月8日・7月1日、tvk） - ねぎガール11号
- 好好!キョンシーガール〜東京電視台戦記〜 （2012年10月12日 - 12月21日、テレビ東京） - 村田寛奈 役
- 噂の女 第3話（2018年4月28日、BSジャパン）
- 爆報！THEフライデー「事故物件…激安のワナ＆スマホミステリーSP」再現ドラマ（2020年10月23日、TBS）
- ソロモンの偽証（2021年10月3日 - 11月21日、WOWOW） - 倉田まり子 役
- 連続テレビ小説 ちむどんどん 第4週、第5週（2022年5月、NHK） - 料理部員 役
- 推しが武道館いってくれたら死ぬ （2022年10月9日 - 、ABCテレビ・テレビ朝日） - 室田 役
- 月曜プレミア8「再雇用警察官5」（2023年3月13日、テレビ東京） - 藤谷早恵 役
- 婚活1000本ノック 第6話（2024年2月21日、フジテレビ）- 千夏 役

### CM
- オリオン（2003年2月）
- 京都きもの友禅 （2021年8月）

### カタログ
- 阪神百貨店 ポスターモデル（2004年）
- 堀田 パンフレットモデル（2005年）

### 舞台
- ローファーズハイ!!（2017年4月7日- 16日・12月14日- 24日、浅草九劇）
- ギア-GEAR- East Version（2018年3月9日 - 2019年9月29日、千葉ポートシアター） - ドール 役
- ロクディム全国縦断ツアー「RAINBOW TOUR 2018＠浅草九劇」（2018年6月7日、浅草九劇） - ゲスト出演
- 劇メシ 5月公演「キツネたちが円舞る夜」（2019年5月19日- 28日、Weekend Garage Tokyo）
- 朗読劇 ドラゴン桜（2019年7月13日、有楽町朝日ホール） - 西崎麻美 役
- Monkey Works Vol.02『キンギンヒシャカク!〜乙女の一手〜』（2019年10月4日 - 14日、 新宿シアターモリエール ）
- 明日、君を食べるよ（2019年11月20日 - 12月1日、アトリエファンファーレ東池袋） - ミゾレ 役
- Refrain〜でも、バイバイ！〜（2020年9月30日 - 10月3日、 草月ホール）
- SEPT Vol.9『ReAnimation』（2020年12月9日 - 12月13日、 スペースゼロ） - 恩田未来 役
- SEPT Vol.10 ReAnimation ReUnion | ReVise（2021年5月21日 - 5月30日、 スペースゼロ ) - 恩田未来 役
- 演劇ユニット100点!un・choice「#これで恋ができるなら」（2021年7月28日 - 8月1日、CBGKシブゲキ!! ）
- 演劇ユニット100点!un・choice「Who are you?」（2021年11月10日 - 11月14日、ザ・ポケット ）
- エヴァンゲリオン ビヨンド（2023年5月6日 - 5月28日、 THEATER MILANO-Za / 6月3日 - 4日、まつもと市民芸術館 / 6月10日 - 6月19日、森ノ宮ピロティホール） - 呉田イト 役
- ピンク・リバティ新作公演『みわこまとめ』（2024年8月29日 - 9月8日、浅草九劇）[4]
- ホラーミュージカル「キッチュ&ホラー・イン・モータース」（2024年10月31日 - 11月10日、浅草九劇）[5]
- SEPT presents「SANZ:0」（2025年5月1日 - 6日、こくみん共済 coop ホール／スペース・ゼロ） - 卯月泉璃 役[6]

### 映画
- 劇場版ほんとうにあった怖い話2018「孤独な女」（2018年9月8日公開、NSW）
- たまには、大きな声で（柴山健次 監督 2020年5月27日 - 6月14日期間限定Web配信） - 主演・大石慶子 役
- 彼女来来（山西竜矢 監督 2021年6月公開） - 荻山由実 役
- あしたのわたしへ 私の卒業-第3期-（高石明彦 北川瞳 監督 2022年3月18日公開）
- 劇場版 推しが武道館いってくれたら死ぬ（2023年5月12日公開、ポニーキャニオン） - 室田 役[7]
- 瞼の転校生（藤田直哉 監督 2024年3月2日公開）[8]

### Webドラマ
- TOKYO COIN LAUNDRY 第1、5話(2019年1月11日、GYAO!)
- オンラインシネマ「10年後の梨奈へ」（2020年5月22日、ABEMA） - 主演 梨奈 役[9]
- 『I am…』23歳たち「終りの季節」（2024年1月26日配信、FOD / 3月18日〈予定〉、フジテレビ）[10][11][12]

### Webラジオ
- 関西姉妹RADIO（2013年6月6日 - 2015年4月21日、 9nine OFFICIAL SITE|ファンクラブの9nine）

### ラジオドラマ
- FMシアター（NHK-FM）
  - 「ホットサンド」（2023年4月15日） - のどか 役[13]
- 青春アドベンチャー（NHK-FM）
  - 『天涯の砦』（2025年3月10日 - 28日）[14] - キトゥン 役

## 書籍

### 写真集
- つぼみ3(初写真集シリーズ つぼみ)（2012年2月23日、マガジンハウス、撮影：石垣星児） - ISBN 978-4838724000

### 雑誌
- Wink Up 2013年8.9月号
- デジモノステーション 2012年12月号
- B.L.T. U-17　vol.24 2012年11月5日
- an・an 2012年2月22日
- TVステーション 2012年1号
- ピチレモン 2011年10月号
- Hana*chu→ 2010年12月号